# 争取群岛前进（马列）
争取群岛前进（马列）（缩写为）是法罗群岛的一个已不存在的共产主义组织。法罗社会主义者的托尔斯港支部分裂出去后，成立了该组织。该组织先是奉行毛主义，中阿决裂后转而奉行霍查主义。该组织于1984年左右解散。